# پالیساد (کلرادو)
پالیساد (به انگلیسی: Palisade) شهری در ایالت کلرادو کشور ایالات متحده آمریکا است که جمعیت آن در سرشماری سال ۲۰۱۰ میلادی، ۲٬۶۹۲ نفر بوده‌است.